# فرانسوا بليغرين
فرانسوا بليغرين (1881-1965) (بالإنجليزية: Francois Pellegrin)‏ هو عالم نبات فرنسي.